# Varnhagen

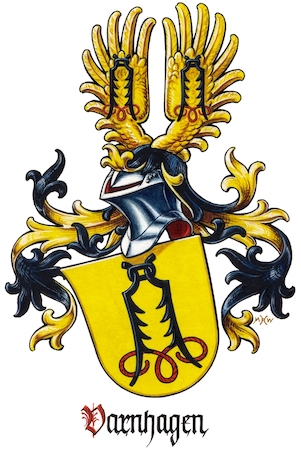
Wappen der Varnhagen von Ense

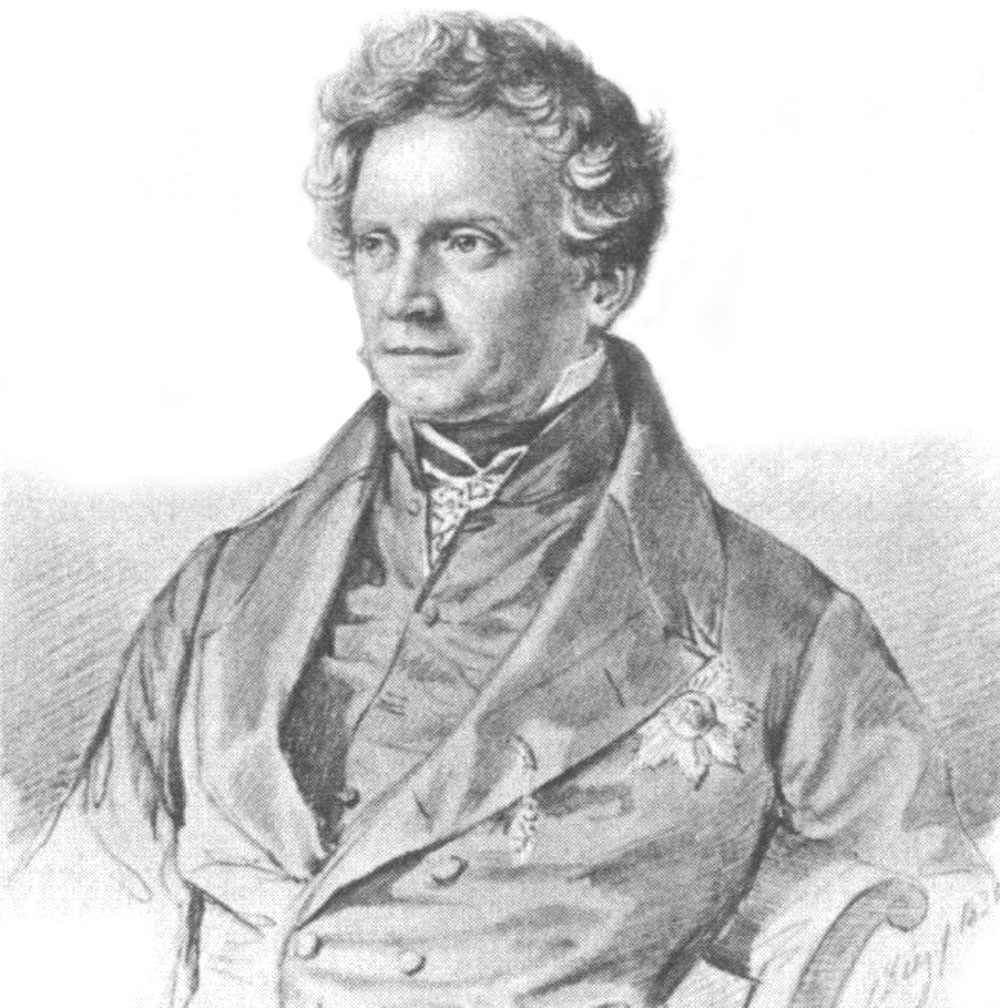
Karl August Varnhagen von Ense (1785–1858) von Samuel Friedrich Diez

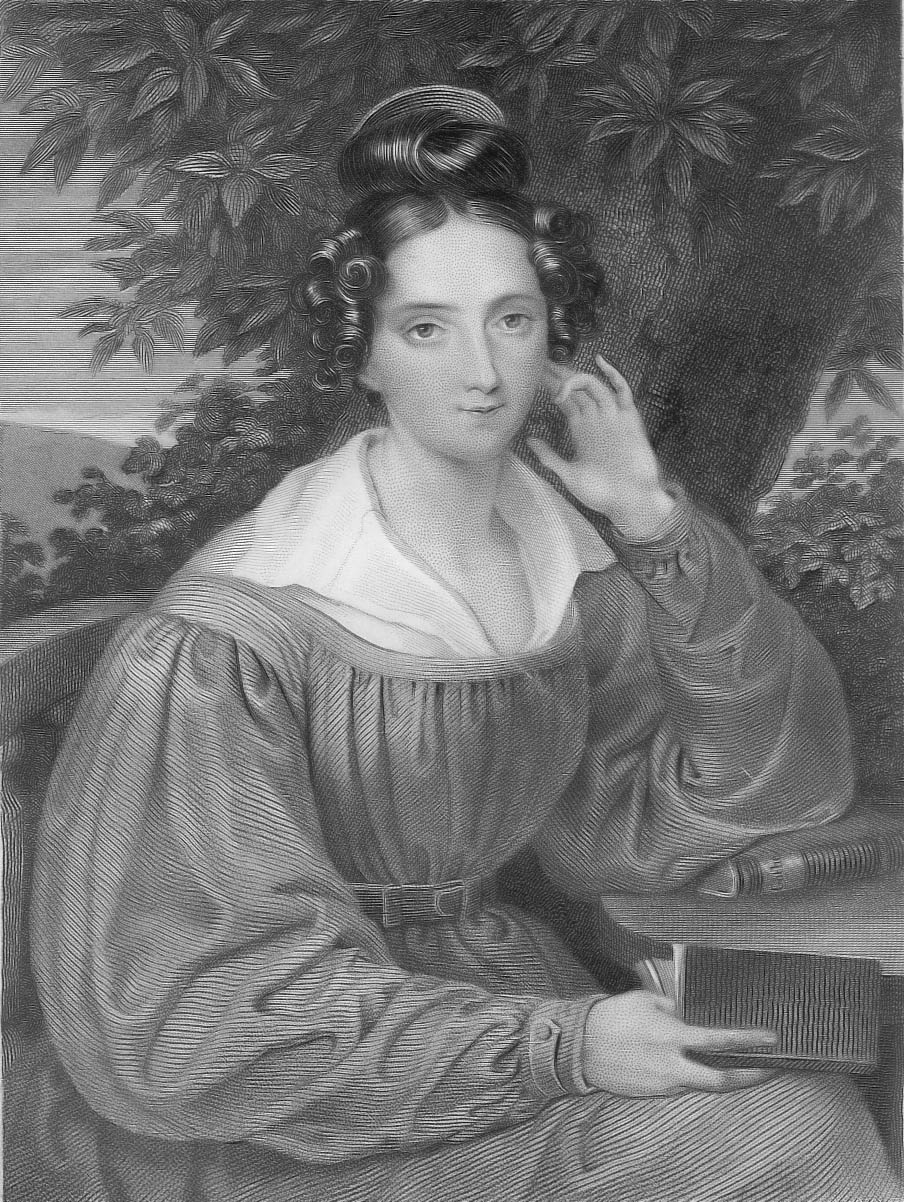
Rahel Varnhagen von Ense (1771–1833) zugeschriebenes, nicht authentisches Porträt von unbekannter Hand

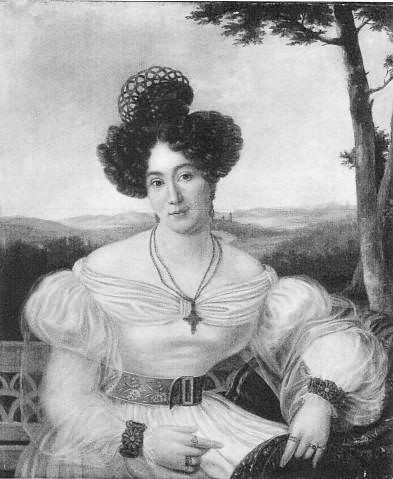
Wilhelmine Halberstadt (1776–1841), Pädagogin und Schriftstellerin, Enkeltochter der Anna Maria Varnhagen und entfernte Cousine von Karl August Varnhagen

Varnhagen, Varnhagen von Ense ist eine westfälische Briefadelsfamilie, die aus dem Ministerialengeschlecht von Ense genannt Varnhagen hervorgegangen ist; gleichnamiges Stammhaus bei Werl in Westfalen; Ministerialen der Grafen von Arnsberg.

## Wappen
Das Wappen der Varnhagen von Ense zeigt in Gold eine schwarze Rossbremse. Auf dem Helm mit schwarz-goldenen Decken ein goldener Stern zwischen offenem, je mit der Rossbremse belegtem goldenen Flug.

## Personen
- Conrad von Ense genannt Varnhagen, obwohl katholischer Geistlicher, Begründer der Varnhagen-Familie, Kanonikus in Köln (St. Marien) und Soest, Pfarrer zu Iserlohn, hatte, gemeinsam mit einer Frau aus der in Iserlohn ebenfalls sehr bedeutenden Familie Loebbecke, einen illegitimen Sohn, für den er eine Stiftung errichtete, um ihm zu seinem väterlichen Erbe zu verhelfen.
- Johann Varnhagen (1502–1583), (illegitimer Sohn von Conrad von Ense gen. Varnhagen), Reformator von Iserlohn, erster ev.-luth. Pastor ebenda, Begründer der so genannten Varnhagenschen Blutspfarre in Iserlohn, d. h. einer Pfarrstelle, die bis ins 19. Jahrhundert von einem Sohn der Familie besetzt wurde, der die Eignung zum Priesteramt hatte. Er ist der Stammvater der Varnhagenschen Gesamtfamilie, die sich in Folge sehr stark verzweigte, v. a. in Westfalen (Iserlohn, Dortmund und Brilon), aber auch über Altena nach Korbach kam und sich weiter bis nach Übersee ausbreitete. Die Varnhagensche Stammmutter und erste Gemahlin des Johann Varnhagen war vermutlich eine Schwester des Gotthard von Ketteler, Herzogs von Kurland, namens Anna, die aber nur bei Fahne (1848) genannt wird und v. a. in jüngeren genealogischen Werken nicht erscheint. Möglicherweise war sie auch eine uneheliche Tochter von Ketteler, aber genaue Angaben fehlen.
- Johann Bernhard Varnhagen, 17. Jahrhundert, „in Schweden populär“, wie es in einer alten Varnhagenschen Genealogie heißt; denn er war Leibmedicus von König Gustav II. Adolf und Königin Christina I. von Schweden, Vater des Johann Andreas und des Franz Joseph Varnhagen.
- Adolph Varnhagen (1753–1829), Pastor an der St.-Kilians-Kirche in Korbach und Begründer der waldeckischen Geschichtsschreibung. Als Johann Adolph Theodor Ludwig Varnhagen veröffentlichte er unter anderem das mehrbändige Werk „Grundlage der Waldeckischen Landes- und Regentengeschichte“ (1853).[1]
- Johann Andreas Jacob Varnhagen (1756–1799), kurpfälzischer Medizinalrat und Gründer einer Initiative für ein Armenkrankenhauses in Düsseldorf, Anhänger der Französischen Revolution, Vater von Karl August Varnhagen von Ense.[2]
- Franz Joseph Varnhagen (1761–1815), Bruder des Johann Andreas Varnhagen, Sprachmeister an der Universität zu Köln.[3]
- Christian Varnhagen (1775–1843), deutscher Verwaltungsjurist und Regierungschef in Waldeck-Pyrmont
- Rahel Varnhagen von Ense (1771–1833), geb. Rahel Levin, Ehefrau von Karl August Varnhagen von Ense, briefschreibende Philosophin, führte um 1800 und nach 1820 einen bedeutenden literarischen Salon in Berlin.
- Rosa Maria Varnhagen von Ense (1783–1840), verh. Assing, Erzieherin, Autorin und Scherenschnittkünstlerin, führte einen literarischen Salon in Hamburg.
- Karl August Varnhagen von Ense (1785–1858), deutscher Chronist der Romantik und des 19. Jahrhunderts. Viele Familiennachrichten finden sich in der von ihm angelegten Sammlung Varnhagen.
- Francisco Adolfo de Varnhagen, Visconde de Porto Seguro (1816–1878), Begründer der brasilianischen Geschichtsschreibung und Diplomat.
- Hermann Varnhagen (1850–1924), Professor für englische und romanische Philologie in Erlangen.[4]

## Töchternachkommen
Da die Genealogie der Varnhagenschen Gesamtfamilie bis in das 16. Jahrhundert zurückreicht, ist auch die Töchternachkommenschaft entsprechend ausgebreitet. In diesem Zusammenhang soll auf die Verflechtung der Varnhagen in weiblicher Linie hingewiesen werden.
Johann Adolph Varnhagen (* 1645) war Bürgermeister und promovierter Arzt in Altena. Seine Tochter Anna Maria Varnhagen war mit Eberhard Schmidt aus Altena verheiratet, dessen Mutter vermutlich auch eine geborene Varnhagen aus Iserlohn war. Der gemeinsame Sohn war Johann Adolf Schmidt, der nach dem frühen Tod seines Vaters zu seinem Onkel, dem Apotheker Johann Moritz Varnhagen (* 1687), geschickt wurde, um die „Apothekerkunst“ zu erlernen. Im Varnhagenschen Haushalt scheint es aber danach zu Spannungen gekommen zu sein, da die Tante in dem jungen Schmidt eine Konkurrenz für ihre eigenen Kinder sah. Schmidt begründete in Korbach die Hirsch-Apotheke, die sich bis ins 20. Jahrhundert im Familienbesitz befand. Schmidt war zweimal verheiratet, in erster Ehe mit Friederike Freiin Forstmeister von und zu Gelnhausen. Eine Enkeltochter aus dieser ersten Ehe war die Pädagogin und Schriftstellerin Wilhelmine Halberstadt.
Aus der zweiten Ehe des Johann Adolf Schmidt stammte eine Tochter, die ihrerseits gleichsam die Stammmutter der Waldecker Varnhagen ist, da zwei ihre Töchter Varnhagen-Vetter heirateten. Zu ihren Nachkommen gehören u. a. der Visconde de Porto Seguro, Hermann Varnhagen, Rektor der Universität Erlangen, und Hermann Kümmell, Mitbegründer der Hamburger Universität, Erster Dekan der medizinischen Fakultät und Rektor ebenda.